# Macroglenes paludum
Macroglenes paludum är en stekelart som först beskrevs av Graham 1969.  Macroglenes paludum ingår i släktet Macroglenes och familjen puppglanssteklar. Arten är reproducerande i Sverige. Inga underarter finns listade i Catalogue of Life.